# MBridge
MBridge (также известный как Multiple CBDC Bridge) — это мультиплатформенная цифровая валюта центрального банка, разработанная для поддержки одноранговых, трансграничных платежей и валютных операций в режиме реального времени с использованием CBDC. Платформа, основанная на блокчейне под названием mBridge Ledger, предназначена для обеспечения соответствия политическим и юридическим требованиям, нормам и потребностям в управлении, характерным для конкретной юрисдикции.
В настоящее время пять организаций совместно разрабатывают mBridge. В их число входят Управление денежного обращения Гонконга (HKMA), Банк Таиланда (BoT), Центральный банк Объединённых Арабских Эмиратов (CBUAE), Институт исследований цифровой валюты Народного банка Китая (PBC DCI) и Банк международных расчётов в Гонконге (BISIH Hong Kong Centre). Центральный банк Саудовской Аравии присоединился в июне 2024 года.

## Развитие
На платформе был проведён пилотный проект с участием центральных банков, выбранных коммерческих банков и их клиентов в четырёх юрисдикциях. Проект был направлен на разработку гипотетических сценариев использования в районе Большого залива (GBA) в качестве демонстрации технологических и операционных улучшений, которые может предложить mBridge.
В сентябре 2021 года Банк международных расчётов (БМР) в сотрудничестве с Таиландом, Гонконгом, Китаем и ОАЭ опубликовал отчёт о втором этапе проекта mBridge, целью которого является создание системы, включающей несколько ЦВЦБ, для обеспечения более быстрых, экономичных и эффективных методов проведения трансграничных переводов и валютных операций.
HKMA выразила намерение совместно запустить минимально жизнеспособный продукт в 2024 году, опираясь на усилия G20 по изучению новых технологий для обеспечения более экономичных и безопасных трансграничных платежей и расчётов в режиме реального времени.
Сообщалось, что в октябре 2024 года BIS рассматривает возможность закрытия пилотной платформы mBridge, поскольку на 16-м саммите БРИКС обсуждалось создание BRICS Bridge на основе технологии mBridge. Такая система позволила бы странам БРИКС частично стать независимыми от финансовой системы, контролируемой США, и ограничений SWIFT, на которые США оказывают давление, и таким образом частично обойти систему финансовых санкций США.

## Связанные проекты
Помимо mBridge, существуют и другие текущие проекты, направленные на улучшение трансграничных транзакций с использованием CBDC.

### Проект Aurum
Полнофункциональная (фронтенд и бекенд) система CBDC, включающая в себя оптовую межбанковскую систему и розничную систему электронных кошельков, воплощающая в жизнь опосредованные CBDC и стейблкоины, обеспеченные CBDC в межбанковской системе .
Соавторы: BIS, Управление денежного обращения Гонконга, Гонконгский научно-исследовательский институт прикладной науки и технологий.

### Dunbar
22 марта 2022 года Инновационный центр BIS, Резервный банк Австралии, Банк Негара Малайзии, Валютно-финансовое управление Сингапура и Резервный банк ЮАР объявили о завершении разработки прототипов общей платформы Данбар, позволяющей осуществлять международные расчёты с использованием нескольких ЦВЦБ.

### Cedar x Ubin+
Проект Cedar x Ubin+, флагманское предприятие Нью-Йоркского инновационного центра (NYIC) в сотрудничестве с Валютно-финансовым управлением Сингапура, представляет собой многоэтапную инициативу по проведению технических исследований, в рамках которой оценивается потенциальное применение оптовых CBDC, созданных с использованием технологии распределённого реестра для повышения эффективности и прозрачности трансграничных платежей.

### Mariana
В октябре 2023 года Банк международных расчётов в партнёрстве с центральными банками Франции, Сингапура и Швейцарии подтвердил успешное завершение проекта Mariana, в рамках которого изучалась трансграничная торговля и расчёты с использованием оптовых ЦВЦБ между финансовыми учреждениями с интеграцией технологии децентрализованных финансов на основе публичного блокчейна.

### Icebreaker
В марте 2023 года Банк международных расчётов в сотрудничестве с центральными банками Израиля, Норвегии и Швеции завершил проект Icebreaker, в рамках которого изучалась техническая возможность использования розничных ЦВЦБ в международных платежах.

### Jura
В ноябре 2021 года консорциум, ответственный за проект Jura, в состав которого входят Банк международных расчётов, Банк Франции, Швейцарский национальный банк и различные частные компании, изучил возможность прямой передачи евро и швейцарских франков в виде оптовых CBDC между французскими и швейцарскими коммерческими банками на единой платформе распределённого реестра. Группа официально подтвердила успешность эксперимента в отчёте, опубликованном 8 декабря 2021 года.